# Зондерфюрер
Зондерфюреры (нем. Sonderführer — «фюрер-специалист» или «особый руководитель») — в Германии в 1937—1945 годах лица, во время Второй мировой войны назначенные исполнять обязанности офицера или унтер-офицера в различных сферах деятельности, где требовались их профессиональные способности, без учёта их военного опыта. Они назначались на соответствующие должности только в тех случаях, когда для исполнения связанных с ними функций требовалась специальная квалификация и когда для них нельзя было подобрать офицера (унтер-офицера) с соответствующей квалификацией.
Их ранг приравнивался к офицерскому либо унтер-офицерскому в течение всего того времени, пока они занимали эту должность, но в офицеры их не производили, и их офицерские полномочия распространялись только на ту сферу деятельности, с которой была непосредственно связана их работа.

## Зондерфюрер категории
Зондерфюреры существовали во вcех родах войск:
Офицеры
- зондерфюрер (P), соответствующий чину оберст-лейтенанта (фрегаттен-капитана) или оберста (капитана цур зее);
- зондерфюрер (B), соответствующий чину майора (корветтен-капитана), или должности командира батальона (нем. Bataillon) ;
- зондерфюрер (K), соответствующий чину гауптмана (ротмистра, капитан-лейтенанта), или должности командира роты (нем. Kompanie);
- зондерфюрер (Z), соответствующий чину лейтенантa (лейтенанта цур зее) или обер-лейтенанта (обер-лейтенанта цур зее), или должности командира взвода (нем. Zug).

Унтер-офицеры
- зондерфюрер (O), также переводчик О (Dolmetscher O), соответствующий чину обер-фельдфебеля (обер-вахмистра, обер-боцмана);
- зондерфюрер (G), соответствующий чину унтер-офицера (мата).

Они носили униформу, сходную с униформой офицеров (унтер-офицеров) вермахта, но их можно было отличить по петлицам и погонам с очень маленькими шевронами из чёрного, белого и красного шёлка. Все остальные регалии, включая национальную эмблему и награды, а также головной убор и обувь, были такими же, как и у офицеров (унтер-офицеров) действительной службы.
Зондерфюреры также служили в абвере, в фельджандармерии, в тайной полевой полиции и в ОРПО. В гестапо и СД они формально не назначались, но фактически имели статус временно прикомандированных сотрудников из ОРПО, тайной полевой полиции или войск СС.
Авторство в основном неудачных листовок Третьего рейха для СССР русские и советские коллаборационисты приписывали зондерфюрерам отделов пропаганды Восточного фронта.

## CC-Зондерфюрер
В войсках СС тоже служили зондерфюреры. Они имели следующие обозначения:
- CC-фюрер на особой службе (SS-Führer im Sonderdienst), коротко SS-Зондерфюрер (SS-Sonderführer),
- с 1942 года Особый CC-фюрер в войсках СС (SS-Fachführer in der Waffen-SS).

CC-зондерфюреры существовали во всех частях СС. Они носили нарукавные нашивки в зависимости от профессиональной квалификации.
- Посох Асклепия — специалист-фюрер на медицинской службе (SS-Fachführer im medizinischen Dienst),
- Негатив посоха Асклепия — медицинский персонал (medizinisches Personal),
- Готическая Z — служба стоматологии (dentalmedizinischer Dienst),
- Готическая A — аптекарь (Apotheker),
- Змея — фюрер и младший фюрер в ветеринарной службе (Führer und Unterführer im Veterinärdienst),
- Арфа — фюрер-музыкант (Musikführer).

## Известные зондерфюреры
- Буххайм, Лотар-Гюнтер — художник, фотограф, писатель, издатель и коллекционер; зондерфюрер-военкор в роте пропаганды кригсмарине. На основе пережитого в походах на подводной лодке он позднее написал известный роман «Подводная лодка», который лёг в основу одноимённого фильма.
- Хорст Грунд[нем.] — немецкий фотограф и кинооператор; с 1937 года служил в вермахте, в 1941 году переведён в зондерфюреры кригсмарине — фотокорреспондентом, в 1942 году повышен до зондерфюрера (Z). До 1937 года и после Второй мировой войны принимал участие в создании многих немецких кинофильмов[2].
- Донаньи, Ганс фон — зондерфюрер в штабе адмирала Канариса, был казнён в 1945 году за участие в заговоре против Гитлера.
- Ганс Фаллада — писатель, зондерфюрер (B) в имперской службе труда во Франции.
- Фернау, Йоахим (Fernau, Joachim) — зондерфюрер-военкор в пропагандистской роте СС, после войны — автор научно-популярных книг и художник.
- Гизевиус, Ханс Бернд — зондерфюрер в отделе абвера при OKW Канариса, участник заговора 20 июля, писатель.
- Хеллер, Герхард (Heller, Gerhard) — зондерфюрер в штабе пропаганды в Париже, отвечал за литературную цензуру и распределение бумаги; после войны — директор издательства.
- Пилховски, Роберт (Pilchowski, Robert), специалист по возделыванию чая и каучука, зондерфюрер в «Рабочей группе голландско-индийских компаний» в Амстердаме для управления зарубежными чайными компаниями, после войны — писатель.
- Пирзиг, Фриц (Piersig, Fritz) — музыковед, зондерфюрер (Z), управлявший музыкальной жизнью Франции с 1940 года.
- Тауберт, Эберхард (Taubert, Eberhard) — высокопоставленный сотрудник министерства пропаганды, зондерфюрер пропаганды в оккупированной Норвегии. Автор сценария к фильму «Вечный жид». После войны — советник министра обороны ФРГ Ф. Штрауса.
- Вилльрих, Вольфганг (Willrich, Wolfgang) — поборник нацистских взглядов на искусство, был назначен зондерфюрером, но добился отмены этого распоряжения.
- Целминьш, Густавс (латыш. Celmiņš, Gustavs) — латышский политик, идеолог национал-социализма в Латвии и лидер латвийской националистической организации «Угунскрустс» (латыш. Ugunskrusts — «Огненный крест», латышское название свастики) и фашистской антисемитской организации «Перконкрустс» (латыш. Pērkonkrusts — «Громовой крест»). После окончания Кёнигсбергской спецшколы абвера получил звание зондерфюрера.
- Смысловский,Борис (фон Регенау) - русский офицер,в 1941 году К-зондерфюрер отдела 1С (разведка) в штабе группы армий "Север".